# Belgisch Instituut voor Postdiensten en Telecommunicatie
Het Belgisch Instituut voor Postdiensten en Telecommunicatie (BIPT) is als toezichthouder in België voornamelijk belast met de regelgeving en de controle op de telecommunicatie-operators zoals Proximus en Telenet en de postbedrijven. Het instituut werd op 21 maart 1991 bij wet opgericht; de activiteiten startten in 1993. Dit organisme moet ervoor zorgen dat deze markten concurrentieel blijven.
Het BIPT onderzoekt het dossier van de kandidaat-telecomoperators. Op 19 maart 2001 hadden 44 operatoren een licentie ontvangen voor het tot stand brengen en het oprichten van een openbaar netwerk. Voor mobiele telefonie zijn er drie erkend: Belgacom Mobile Proximus (intussen Proximus), Mobistar (intussen Orange) en KPN-Orange (intussen BASE van Telenet). Voor de dienstverlening hadden op 1 juni 2001 31 operatoren een exploitatievergunning voor vocale telefonie.
Het instituut is tevens belast met de veilingen van de vergunningen. Zo veilde het BIPT in België 3G- en 4G-vergunningen.

## Europese toezichthouder
In het kader van het Europees telecommunicatierecht fungeren instanties als het BIPT als nationale reguleringsautoriteiten. In 2024 koos het sociale platform Telegram, in uitvoering van de Europese Verordening digitale diensten (DSA), het Belgische bedrijf European Digital Services Representative (EDSR) bv als vertegenwoordiger in Europa, waardoor het BIPT bevoegd werd om controle uit te oefenen op de Europese activiteiten van Telegram.